# Santana III
Santana (estilizado como Santana III) é o terceiro álbum de estúdio da banda americana Santana, lançado em Setembro de 1971. O álbum é o segundo que leva o nome Santana, e por isso é convenientemente chamado de Santana III, para título de distinção.
É o primeiro álbum a ter Neal Schon (na época com 17 anos de idade) na guitarra. Em 1973, ele e Gregg Rolie deixariam Santana para formar a banda Journey.
Foi o último álbum de Santana a chegar a 1ª colocação da Billboard, até o lançamento de Supernatural, em 1999.
O álbum foi relançado em 1998 com verões ao vivo de "Batuka", "Jungle Strut", e uma faixa inédita, "Gumbo", gravada em Fillmore West em 1971.
Assim como o álbum Santana, Santana III também teve sua "Edição Legacy", lançada em 2006 pela Sony com o som original remasterizado e material extra:
- Três faixas inéditas gravadas nas sessões do álbum;
- A versão de single de "No One to Depend On";
- O show completo de 1971 no Fillmore West.

## Faixas

### Lado 1
| N.º | Título                 | Música                                           | Duração |  |
| 1.  | "Batuka"               | Areas, Brown, Carabello, Rolie, Shrieve          | 3:34    |  |
| 2.  | "No One to Depend On"  | Escovedo, Rolie, Carabello                       | 5:32    |  |
| 3.  | "Taboo"                | Areas, Rolie                                     | 5:34    |  |
| 4.  | "Toussaint L'Overture" | Areas, Brown, Carabello, Rolie, Santana, Shrieve | 5:57    |  |

### Lado 2
| N.º | Título                        | Música                             | Duração |  |
| 5.  | "Everybody's Everything"      | Brown, Brown, Moss, Carlos Santana | 3:30    |  |
| 6.  | "Guajira"                     | Areas, Brown, Reyes                | 5:45    |  |
| 7.  | "Jungle Strut"                | Ammons                             | 5:23    |  |
| 8.  | "Everything's Coming Our Way" | Santana                            | 3:15    |  |
| 9.  | "Para Los Rumberos"           | Puente                             | 2:56    |  |

### Faixas bônus da versão de 1998
| N.º | Título                   | Música                                  | Duração |  |
| 10. | "Batuka (ao vivo)"       | Areas, Brown, Carabello, Rolie, Shrieve | 3:41    |  |
| 11. | "Jungle Strut (ao vivo)" | Ammons                                  | 5:59    |  |
| 12. | "Gumbo (ao vivo)"        |                                         | 5:26    |  |

## Faixas da Edição Legacy (2006)

### Disco um
1. "Batuka" – 3:35
2. "No One to Depend On" – 5:31
3. "Taboo" – 5:34
4. "Toussaint L'Overture" – 5:56
5. "Everybody's Everything" – 3:31
6. "Guajira" – 5:43
7. "Jungle Strut" – 5:20
8. "Everything's Coming Our Way" – 3:15
9. "Para Los Rumberos" – 2:47

#### Faixas Bônus
1. "Gumbo" (Previously Unissued Studio Recording) – 4:24
2. "Folsom Street - One" (Previously Unissued Studio Recording) – 7:08
3. "Banbeye" (Previously Unissued Studio Recording) – 10:21
4. "No One To Depend On" (Single Version) – 3:13

### Disco Dois
Ao vivo no Fillmore West, 4 de Julho de 1971
1. "Batuka" – 3:47
2. "No One to Depend On" – 5:29
3. "Toussaint L'Overture" – 6:10
4. "Taboo" – 5:10
5. "Jungle Strut" – 5:59
6. "Black Magic Woman/Gypsy Queen" – 6:15
7. "Incident At Neshabur" – 5:28
8. "In A Silent Way" – 6:55
9. "Savor" – 3:35
10. "Para Los Rumberos" – 3:41
11. "Gumbo" – 5:26

## Formação
| Críticas profissionais                                                      | Críticas profissionais |
| Avaliações da crítica                                                       | Avaliações da crítica  |
| Fonte                                                                       | Avaliação              |
| --------------------------------------------------------------------------- | ---------------------- |
| allmusic                                                                    | [ 2 ]                  |
| Robert Christgau                                                            | (B)                    |
| Rolling Stone                                                               | [ 4 ]                  |
| Esta tabela precisa de ser acompanhada por texto em prosa. Consulte o guia. |                        |

- Carlos Santana - guitarra, vocais, produção
- Gregg Rolie - teclados, piano, vocais
- David Brown - baixo, engenheiro de som, produção
- Michael Shrieve - bateria, percussão, produção
- Mike Carabello - tamborim, congas, percussão, vocais, produção
- Jose 'Chepito' Areas - percussão, conga, timbales, bateria, produção
- Fred Catero – produção
- John Fiore – engenheiro de som
- Alberto Gianquinto – piano
- Mati Klarwein – ilustrações
- Rico Reyes – percussão, vocais
- Steven Saphore – tabla
- Robert Venosa – arte, design gráfico
- Thomas "Coke" Escovedo – percussão
- Neal Schon – guitarra, produção
- Mario Ochoa – piano
- Tower of Power – metais de sopro
- Luis Gasca - trompete
- Linda Tillery - vocal de apoio
- Maria Ochoa - piano
- Greg Errico - tamborim